# Isla Rebaño
La isla Rebaño (en inglés: Cattle Island o Kelp Island) es una de las islas Malvinas. Se encuentra al este de Lafonia, en la isla Soledad, frente al Rincón Punta Rebaño, que forma parte de una península ubicada entre las bahías de los Abrigos y del Laberinto. También se halla cerca de las islas Fanny y las islas del Puerto.